# Síndrome hepatopulmonar
El síndrome hepatopulmonar es un síndrome caracterizado por disnea e hipoxemia (bajo nivel de oxígeno en la sangre) causado por la vasodilatación de los vasos sanguíneos del pulmón en aquellos pacientes con enfermedad hepática. La disnea y la hipoxemia empeoran cuando el paciente se pone en posición bípeda erecta (lo cual es llamado platipnea y ortodeoxia respectivamente).
Afecta a 3 de 10 pacientes con cirrosis y se caracteriza por una tríada: hepatopatía + hipoxemia + dilataciones arteriolares intrapulmonares.

## Diagnóstico
El síndrome hepatopulmonar se sospecha en aquellos pacientes con enfermedad hepática de base quienes refieren disnea (platipnea especialmente). En aquellos pacientes sintomáticos se requiere realizar una oximetría de pulso para ver las alteraciones que ocurren a nivel de la saturación de oxígeno en la sangre. Dentro de los exámenes destaca el ecocardiograma con contraste y la angiografía pulmonar.
El cuadro clínico incluye disnea progresiva luego de reposo, platipnea, ortodesoxia (desaturación al cambio de posición), dedos en palillo de tambor (cambio tardío, cianosis de grado variable, y telangiestacias torácicas abundantes.

## Fisiopatología
El síndrome hepatopulmonar resulta de la formación de dilataciones microscópicas entre los capilares arteriovenosos en pacientes con enfermedad hepática. El mecanismo es desconocido aunque se cree que es debido al incremento en la producción o el descenso en la depuración de sustancias vasodilatadoras, posiblemente el óxido nítrico.
En pulmón predomina el estímulo vasodilatador mediado por citocinas y mediadores de la inflamación, por lo que aumenta la síntesis de vasodilatadores o aumenta la sensibilidad de respuesta a los mismos.
Vasdilatores: óxido nítrico, Péptido vasodilatador vasoactivo, Sustancia P, prostaglandinas, estrógenos, Factor de activación plaquetaria, Factor natriucrético arterial. Todos estos factores generan angiogénesis.
Vasoconstrictores: Endotelinas, Tirosina, Ag I, Factor 2 α, prostaglandinas.
La vasodilatación produce perfusión exagerada en comparación a la ventilación, conllevando a una alteración V/Q e hipoxemia. Existe un incremento en el gradiente alveolo-arterial de presión parcial de oxígeno. Adicionalmente, en fases tardías de la cirrosis, es común que ocurra fallo cardíaco, lo cual disminuye el tiempo en el que el glóbulo rojo está expuesto a nivel alveolar para ser oxigenado, empeorando la hipoxemia.
Pérdida de sensibilidad a la hipoxia encontremos una alcalosis respiratoria.

## Tratamiento
Actualmente el único tratamiento definitivo es el trasplante de hígado. Otras medidas incluyen el uso de somatostatina para inhibir la vasodilatación, además de oxígeno externo.

## Pronóstico
Con el trasplante hepático, la sobrevida a los 5 años es de un 76 %, lo cual es comparable con aquellos pacientes sometidos a trasplante que no sufren de síndrome hepatopulmonar.